# Mask
Mask – drugi album grupy muzycznej Bauhaus, wydany w 1981 roku przez wytwórnię Beggars Banquet Records. Okładka została zaprojektowana przez gitarzystę zespołu Daniela Asha.

## Lista utworów
Wszystkie utwory autorstwa Bauhaus:
1. "Hair of the Dog" – 2:43
2. "The Passion of Lovers" – 3:53
3. "Of Lillies and Remains" – 3:18
4. "Dancing" – 2:29
5. "Hollow Hills" – 4:47
6. "Kick in the Eye 2" – 3:39
7. "In Fear of Fear" – 2:58
8. "Muscle in Plastic" – 2:51
9. "The Man With the X-Ray Eyes" – 3:05
10. "Mask" – 4:36

### Dodatkowe utwory na wznowieniu z 1998 roku
Wznowienie z 1998 roku zawierało kilka dodatkowych utworów.
1. "In Fear of Dub" – 2:55
2. "Ear Wax" – 3:15
3. "Harry" – 2:47
4. "1. David Jay 2. Peter Murphy 3. Kevin Haskins 4. Daniel Ash" – 6:37
5. "Satori" – 4:36

## Skład zespołu
- Peter Murphy – śpiew, gitara
- Daniel Ash – gitara
- David J – gitara basowa
- Kevin Haskins – perkusja